# Горькое (Северо-Казахстанская область)
Горькое (каз. Горькое) — село в Тайыншинском районе Северо-Казахстанской области Казахстана. Входит в состав Летовочного сельского округа. Находится примерно в 43 км к юго-западу от города Тайынша, административного центра района, на высоте 211 метров над уровнем моря. Код КАТО — 596063400.

## История
Основано в 1936 году для спецпоселенцев из лиц немецкой и польской национальностей, высланных с Волыни.

## Население
В 1999 году численность населения села составляла 907 человек (443 мужчины и 464 женщины). По данным переписи 2009 года в селе проживало 573 человека (284 мужчины и 289 женщин).